# Stars (Hear-’n-Aid-Lied)
Stars ist der Name eines 1985 von Jimmy Bain, Vivian Campbell und Ronnie James Dio geschriebenen Liedes. Es entstand für das Projekt Hear ’n Aid, das zum Ziel hatte, nach dem Vorbild des Band-Aid-Projektes um Bob Geldof (1984), ein vergleichbares Musikprojekt in der Metal-Szene zu etablieren, um für die Opfer der Hungersnot in Äthiopien 1984–1985 zu sammeln.

## Das Lied
Stars wurde am 20. und 21. Mai 1985 mit der Beteiligung von vierzig Musikern aufgenommen, die im Entstehungsjahr populären Bands aus dem Hardrock- und Heavy-Metal-Bereich angehörten. Die Basisinstrumentierung entspricht der einer damals modernen Rockband; die Instrumente wurden von den Mitgliedern der Band Dio gespielt. Dies waren:
- Bass: Jimmy Bain
- Gitarre: Vivian Campbell
- Keyboards: Claude Schnell
- Schlagzeug: Vinnie Appice

Der Titel beginnt mit der von Ronnie James Dio langsam gesungenen Zeile Who cries for the Children? I do.
Erst dann setzen die Instrumente ein, und das Lied offenbart seinen Charakter als Riff-orientierter Hardrock-Song. Der Titel folgt zunächst dem Schema Strophe - Bridge - Refrain, nach der zweiten Strophe folgen jedoch insgesamt sechs je 12 Takte lange Soli, die von verschiedenen Gitarristen gespielt werden. Der Song endet nach 7:16 Minuten nach einer weiteren Bridge und einem ausklingenden Refrain, der nochmals ein kurzes Solo, gespielt von Neal Schon, enthält. Im Einzelnen wurden die nach dem zweiten Refrain gespielten Soli von folgenden Gitarristen übernommen:
1. Solo: Vivian Campbell (Dio), Brad Gillis (Night Ranger)
2. Solo: Brad Gillis, Craig Goldy, Donald Roeser (Blue Öyster Cult)
3. Solo: Craig Goldy (Giuffria), Eddie Ojeda (Twisted Sister)
4. Solo: George Lynch, Carlos Cavazo (Quiet Riot)
5. Solo: Yngwie Malmsteen, Vivian Campbell
6. Solo: Neal Schon (Journey), George Lynch (Dokken)

Die Melodielinien der Refrains wurden von den beiden Gitarristen Adrian Smith und Dave Murray (beide von Iron Maiden) aufgenommen. Der Gesang wurde von vielen verschiedenen Sängern übernommen, die Strophen teilten sich Ronnie James Dio, Dave Meniketti (Y&T), Rob Halford (Judas Priest), Kevin DuBrow (Quiet Riot), Eric Bloom (Blue Öyster Cult), Paul Shortino (Rough Cutt), Geoff Tate (Queensrÿche) und Don Dokken (Dokken).
Der Refrain des Liedes wurde im Chor gesungen, den Chorgesang teilten sich:
| - Tommy Aldridge (Ozzy Osbourne) - Dave Alford (Rough Cutt) - Carmine Appice (King Kobra) - Vinny Appice (Dio) - Jimmy Bain (Dio) - Frankie Banali (Quiet Riot) - Mick Brown (Dokken) - Vivian Campbell (Dio) | - Carlos Cavazo (Quiet Riot) - Amir Derakh (Rough Cutt) - Brad Gillis (Night Ranger) - Craig Goldy (Giuffria) - Chris Holmes (W.A.S.P.) - Donald Roeser (Blue Öyster Cult) - Chris Hager (Rough Cutt) - Blackie Lawless (W.A.S.P.) | - George Lynch (Dokken) - Yngwie Malmsteen - Mick Mars (Mötley Crüe) - Michael McKean (als David St. Hubbins von Spinal Tap) - Dave Murray, (Iron Maiden) - Vince Neil (Mötley Crüe) - Ted Nugent - Eddie Ojeda (Twisted Sister) | - Jeff Pilson (Dokken) - Rudy Sarzo (Quiet Riot) - Claude Schnell (Dio) - Neal Schon (Journey) - Harry Shearer (als Derek Smalls von Spinal Tap) - Mark Stein (Vanilla Fudge) - Matt Thorr (Rough Cutt) |

## Veröffentlichung
Stars wurde am 1. Januar 1986 als Single und Maxisingle veröffentlicht, gleichzeitig erschien es auf dem Sampler Hear ’n Aid, der ebenfalls für den guten Zweck veröffentlicht wurde und zusätzlich gestiftete Titel von Accept (Up to the Limit), Dio (Hungry for Heaven), Jimi Hendrix (Can you see me), Kiss (Heaven's on Fire), Motörhead (On the Road), Rush (Distant Early Warning), Scorpions (The Zoo) und Y&T (Go for the Throat) enthielt.

## Rezeption
In den USA gelangte Stars nicht in die Charts, in Großbritannien erreichte es jedoch Platz 26, in den Niederlanden Platz 12, in Norwegen sogar Platz 1. Stars war das einzige Lied – ansonsten wurden nur Alben ausgewählt –, das das Magazin Rock Hard in die Liste seiner 500 besten Tonträger aufnahm, auf dem 332. Platz von 500. Es wurde von Jenny Rönnebeck als „fantastischer Ohrwurm“ bezeichnet. Sie schrieb: „Das Faszinierende an Stars ist, dass der Track wie aus einem Guss wirkt und dennoch von jedem Musiker, wenn auch immer nur für ein paar Sekunden, einen ganz persönlichen Stempel aufgedrückt bekommt.“